# Пігель Юлія Романівна
Пі́гель Ю́лія Рома́нівна, також відома як Ру́та Ві́тер (8 листопада 1981, Львів — 14 вересня 2008) — українська поетеса, художниця, науковиця. Закінчила Львівську національну академію мистецтв (2004). Членкиня Національної спілки письменників України.

## Біографія
Народилась 8 листопада 1981 року. Загальну середню освіту здобула в СЗШ #47 міста Винники. У 2004 р. закінчила Львівську національну академію мистецтв, аспірантуру при кафедрі моделювання костюма. Переможниця конкурсу «Студент року-2001» у номінації «студент-митець». Трагічно загинула 14 вересня 2008. Похована на Личаківському кладовищі у місті Львові.

## Творчість

Автопортрет, 90-ті роки

Авторка колекцій одягу: «Мрійниця» (2000), «Світло і тінь» (2001), «Поезія кохання» (2002), «Твій сон біжить по колу» (2003), «Жила-була лялька» (2004), реконструйованих костюмів Соломії Крушельницької: костюм Єлени з опери Арріго Бойто «Мефістофель» (1999) та костюм мадам Батерфляй (2000) — героїні однойменної опери Джакомо Пуччіні.
Київ 2004 Живопис: 
Міжнародна виставка Львівський Осінній Салон “Високий замок” (2000-2002 рр.).
У 2005 р. брала участь у художньому пленері у Польщі (Plener Malarski.  Solina. Polska 2005).
Співавторка виставки львівських фотомитців «Театр одного Вітру» (Львів, 2002). Авторка виставки малярства «Це тільки мить цвітіння?» (Познань, Польща, 2005).
Авторка трьох збірок поезії «Кожен колір кохання» (2000), «Повернутися іншою» (2005), «Туга за степами» (2009, видана посмертно). Авторка виставки фототіней «Ангел Жінка Птаха Жінка» (Львів, 2008).
Авторка наукової монографії «Сценічний костюм львівських театрів кінця XX — початок XXI століття. Художні особливості та пошуки образності» (Львів, 2008). Авторка чотирнадцяти наукових публікацій.
У 2013 р. львівським видавництвом «Свічадо» за підтримки Святоуспенської Унівської Лаври було видано книгу "Михайло Пигель (Схимонах Мар'ян). Спогади та документи". Авторкою ідеї цього видання, його натхненницею, ініціаторкою була Юлія Пигель (Рута Вітер).
Презентація книги відбулася 10 січня 2014 р. у Національному музеї ім. А. Шептицького у Львові. На презентації своїми думками, спогадами та коментарями ділились відомі львівські музейники, митці, письменники. Також присутнім, у пам'ять про Михайла Пигеля та Руту Вітер, свою музичну творчість дарували: духовний хор «Аксіос», відома львівська співачка, заслужена артистка України  Оксана Муха, а також скрипаль-віртуоз Олександр Божик.
Моделювання костюмів
Як дизайнерка-модельєрка Юлія Пігель брала участь у таких подіях:
- Міжнародний фестиваль моди “Леополіс” (Львів' 2001)
- Всеукраїнський молодіжний фестиваль “Перлини сезону” (Київ'2001)
- Міжнародний конкурс молодих проектантів одягу “Погляд у майбутнє" (Львів-Лодзь, 2001 рік)
- Фестиваль нетрадиційного одягу “Краса врятує світ” (Львів'2002)

## Події
Публікації (2000-2005 рр.):
- Журнали: “Дзвін”, “Вісник” Львівської Національної академії мистецтв
- Альманахи: “Пролог”, “Привітання життя”
- Газети: “Літературний Львів”, “За Вільну Україну”, “Український шлях”
“Винниківський Вісник” та ін.
У 2000 р. Рута Вітер заснувала поетичну студію "18:00" у Львівській національній академії мистецтв та протягом майже 5 років ( до 2004 р.) її очолювала.
Також Рута Вітер - переможиця Всеукраїнської студентської олімпіади з естетики (м. Київ, 2004).
Ознакою визнання поетичної творчості Рути Вітер за кордоном є той факт, що у жовтні 2007 року її поезія звучала на Вечорі Європейської Поезії (у рамках І Фестивалю Європейської Поезії та Музики), що відбувався у Вищій Школі Гуманітарних наук та Журналістики. Організатором заходу було Товариство польських митців. Вибрані поезії звучали польською у перекладі Є. Мелевської.
У липні 2008 року Юлія Пігель отримала листа від декана Відділу Малярства Академії образотворчих мистецтв у Кракові професора Романа Вацяка, у якому він повідомив про надання Юлії стипендії у програмі «Gaude Polonia» для навчання у їхньому навчальному закладі у 2008/09 навчальному році. Саме у вересні 2008 року, який став останнім у житті Юлії, вона готувалася до цієї поїздки і вже з 1 жовтня мала приступити до стажування у Кракові.
У Познані 21-30 листопада 2008 р. відбувалися Дні Східнослов'янської культури «МіМоКи-2008» (назва від столиць країн-учасників — Мінськ, Москва та Київ). Протягом 10-ти днів учасники презентували свою творчість, зокрема театральні вистави, поетично-музичні дійства, живопис, фільми та ін. На цей захід також була запрошена Рута Вітер. У програмі заходу було передбачено експозицію її малярських робіт протягом 23-30 листопада у приміщенні Міського музею «Арсенал», разом із низкою українських та білоруських митців. Трагічна загибель завадила Руті Вітер взяти особисто участь у даній експозиції та представити свої нові живописні полотна, тому на виставці були показані лише декілька робіт малярки попередніх років, які вже були на той час і до сьогодні залишаються у Познані.
15 січня 2010 року у Львівському палаці мистецтв було відкрито виставку живописних полотен Рути Вітер, а також графіки та особистих фотографій.
28 березня 2011 року в приміщенні глядацького залу Центру культури та дозвілля Львівського національного університету ім. І.Франка відбулася традиційна зустріч «Разом» — творчий вечір «Театр життя». На цьому вечорі звучали вірші Рути Вітер в оригінальному авторському записі. Також вірші Рути Вітер виконувала студентка факультету культури та мистецтв ЛНУ ім. І.Франка Катерина Трачук, яка була одягнута у костюми, розроблені та пошиті також Рутою Вітер.
У 2016 році місцева влада міста Винники зарахувала Руту Вітер до числа видатних постатей міста: www.vynnyky-rada.gov.ua
У  травня 2019 року Рішенням депутатів Винниківської міської ради вулицю у Винниках названо іменем  Рути Вітер.

Рута Вітер нагороджена дипломом лауреата Міжнародної  Літературно-мистецької премії імені Пантелеймона Куліша за 2019 рік (посмертно)

### Пісні
На слова Рути Вітер було написано дві пісні у виконанні талановитої Львівської співачки, заслуженої артистки України Оксани Мухи - володарки Гран-прі Першого міжнародного конкурсу українського романсу ім. Квітки Цісик: 
1. «Серце глибше усіх океанів...» (Автор музики: Оксана Муха)
2. «Степом» (Автор музики: Дмитро Кацал)

Музика
Скрипаль-віртуоз, композитор Олександр Божик написав авторську композицію "Рута Вітер" (Тиша, Вічність, Крила)